# 高津装飾美術
高津装飾美術株式会社（たかつそうしょくびじゅつ）は、日本の映画を中心とした小道具・美術装飾の企業である。日本映画の創成期から映画美術に関わる。高津映画装飾株式会社（たかつえいがそうしょく）とは一体であり、本項を参照のこと。高津商会（こうづしょうかい）とは、祖を一にする別会社である。

## データ
- 正式名称: 高津装飾美術株式会社、高津映画装飾株式会社
- 所在地: 東京都調布市国領町1-30-3
- 代表取締役会長: 南孝二

## 略歴・概要
1918年（大正7年）、現在の京都市上京区一条通御前下ルに高津小道具店を創業する。同年、日活は北区大将軍一条町に撮影所を移転し、日活大将軍撮影所を開所しており、同撮影所を取引先に映画用小道具のレンタルを開始している。1931年（昭和6年）には一条通御前下ルから同西入ルに移転し、合資会社高津小道具店を設立する。
1934年（昭和9年）、東京出張所を開設、これが現在の同社の元である。同年、東京府北多摩郡調布町大字布田小島分（現在の東京都調布市多摩川）に日活多摩川撮影所（現在の角川大映撮影所）が開かれ、日活太秦撮影所から現代劇部が同所に移転している。
第二次世界大戦後の1956年（昭和31年）、高津映画装飾株式会社を設立、1961年（昭和36年）には高津装飾美術株式会社を設立し、現在に至る。
1966年（昭和41年）、株式会社高津工芸を設立、1982年（昭和57年）、ビデオや写真撮影用のレンタルスタジオを経営する子会社・株式会社スタジオスペース・タカツを設立、1993年（平成5年）には、国際放映が撮影所を東京メディアシティに改築、高津は、その敷地内に株式会社タカツメディアサービスを設立する。
1998年（平成10年）、本社屋にテーマ館「芸能美術文庫PAL」をオープンする。2003年（平成15年）3月、第26回日本アカデミー賞で協会特別賞を受賞する。2009年（平成21年）4月30日、スタジオスペース・タカツがスタジオ賃貸業務を終了した。

## 沿革
- 1918年 高津小道具店 創業
- 1931年 合資会社高津小道具店を設立
- 1934年 東京出張所開設
- 1956年 高津映画装飾株式会社設立
- 1961年 高津装飾美術株式会社設立
- 1966年 株式会社高津工芸設立
- 1982年 株式会社スタジオスペース・タカツ設立
- 1993年 株式会社タカツメディアサービス設立
- 1998年 芸能美術文庫PALオープン

## 註
1. 1 2 3 4 5 6 7 8  会社概要、高津装飾美術、2009年12月12日閲覧。
2. 1 2 3 4  会社案内、高津商会、2009年12月12日閲覧。
3. ↑  スタジオスペース・タカツ、高津装飾美術、2009年12月12日閲覧。